# Archidendropsis fournieri
Archidendropsis fournieri là một loài thực vật có hoa trong họ Đậu. Loài này được (Vieill.) I.C. Nielsen miêu tả khoa học đầu tiên năm 1983.